# Agavensirup

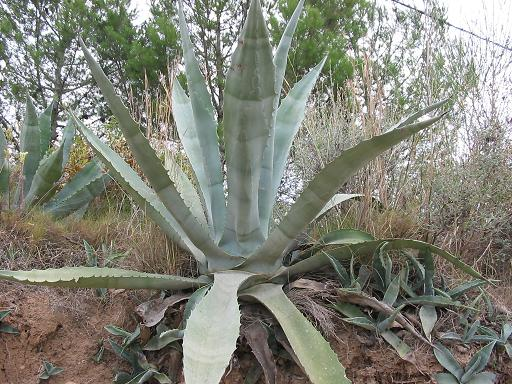
Agave americana

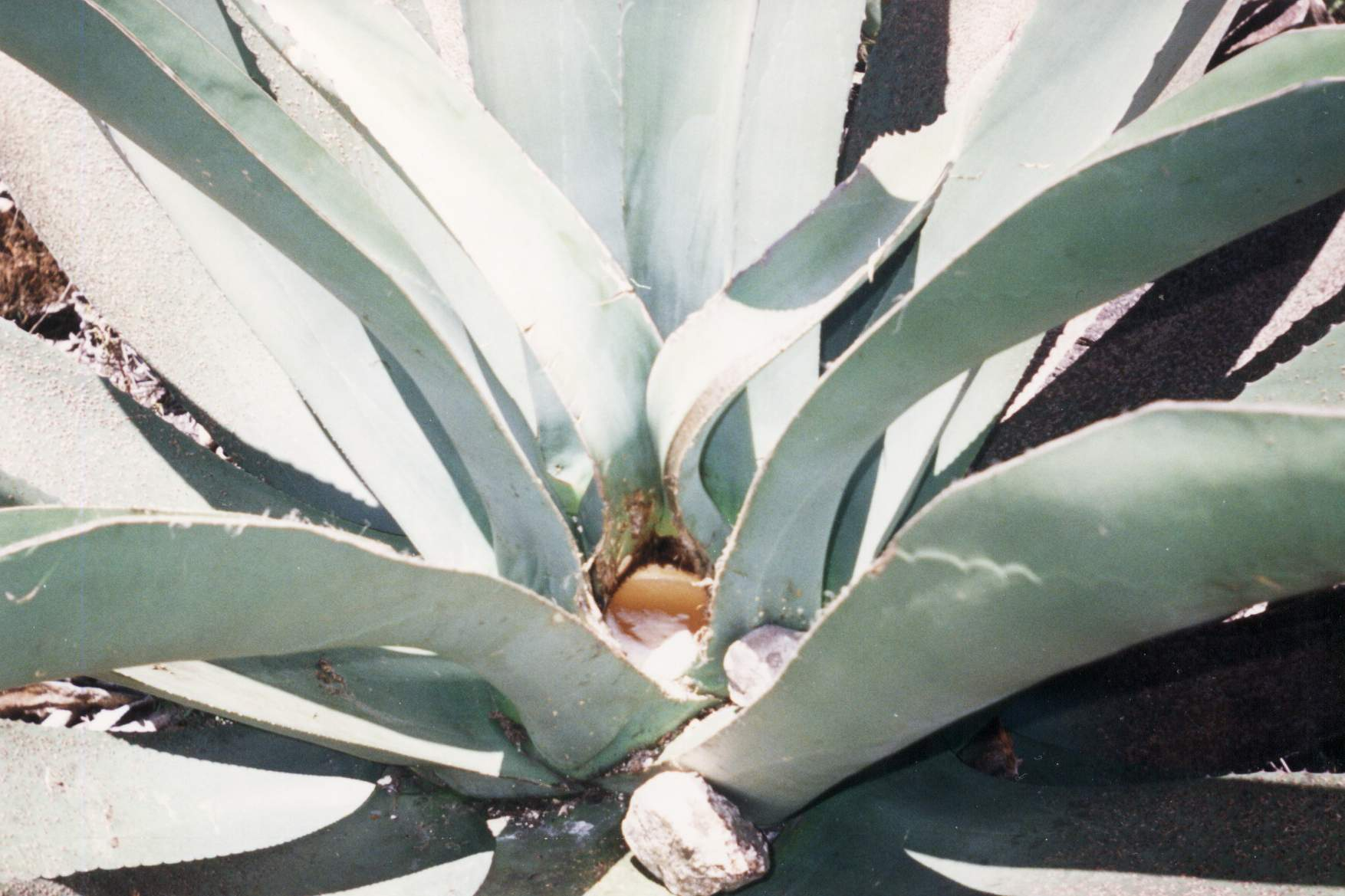
Gewinnung von Agavennektar

Agavensirup (auch Agavendicksaft genannt) ist ein Süßungsmittel, das auf Basis verschiedener Arten der Agave in Mexiko produziert wird. Agavensirup ist süßer als Honig, jedoch weniger dickflüssig. Er wird in den mexikanischen Staaten Jalisco, Michoacán, Guanajuato und Tamaulipas hergestellt. In Mexiko wird er traditionell auch für die Herstellung von Pulque verwendet.

## Herstellung und Zusammensetzung
Zur Herstellung von Agavensirup wird zunächst der Saft aus den Agaven gewonnen. Dafür wird, z. B. bei der Art Agave americana, der mindestens acht Jahre alten Pflanze vor ihrem Erblühen der innere Kern entfernt. In dem dadurch entstandenen Loch von bis zu 15 cm Durchmesser können daraufhin über ein halbes Jahr hinweg täglich bis zu 1,5 l süßer Saft entnommen werden. Da dieser nach seiner Entnahme rasch verdirbt, wird er anschließend gefiltert und erhitzt, um die in ihm enthaltenen Polysaccharide, vorwiegend Inulin, in Einfachzucker umzuwandeln. Das Resultat wird dann zu einer sirupartigen Flüssigkeit eingedickt, die etwas dünnflüssiger als Honig ist und in ihrem Aussehen von fast völliger Farblosigkeit bis zu einem dunklen Gelbton reichen kann.
Agavensirup besteht hauptsächlich aus Fructose und Glucose, wobei der Fructose-Anteil etwa 90 % ausmacht. Fructose besitzt einen kleineren glykämischen Index als Glucose, und so sind der glykämische Index und die glykämische Last des Agavensirups etwas niedriger als bei anderen verfügbaren Süßungsmitteln.
Allerdings kann der hohe Fructose-Anteil auch negative Wirkungen haben. So kann er gegebenenfalls Fructosemalabsorption auslösen und zum Metabolischen Syndrom beitragen sowie zu Hypertriglyceridämie, zu verringerter Glucose-Verträglichkeit und zu verstärkter Harnsäure-Bildung führen.

## Nutzung
Agavensirup wird oft als Alternative zu kristallinem Zucker oder anderen Süßungsmitteln benutzt. Insbesondere in der veganen Küche wird Agavensirup als Ersatz für Honig verwendet. Weiterhin wird er zum Süßen kalter Getränke wie Eistee benutzt.
Agavensirup wird in durchsichtigen, bernsteinfarbenen, dunklen und rohen Varianten verkauft. Der durchsichtige Agavensirup hat einen nahezu neutralen Geschmack und findet daher manchmal in eher mild gewürzten Speisen Verwendung. Der bernsteinfarbene Sirup hat einen mittelstarken Karamellgeschmack und wird daher in Speisen und Getränken mit stärkerem Eigengeschmack verwendet. Der dunkle Sirup hat eine starke Karamellnote und verleiht Speisen einen ganz eigenen Geschmack. Die dunkle Version ist ungefiltert und enthält daher eine höhere Konzentration der Agave-Mineralien. Die dunkleren Varianten werden oft zur Süßung und Garnierung verwendet, z. B. für Pfannkuchen oder Waffeln. Roher Agavensirup hat einen neutralen, milden Geschmack. Er wird bei Temperaturen unter 48 °C produziert, um die natürlichen Enzyme zu schützen, wodurch diese Variante als vereinbar mit der Ernährungsweise von Rohköstlern betrachtet wird.